# سينغاس تيراس (تكساس)
سينغاس تيراس (بالإنجليزية: Cienegas Terrace CDP, Texas)‏ هي منطقة سكنية تقع بولاية تكساس في الولايات المتحدة. تبلغ مساحتها 8.4 كم2، وترتفع عن سطح البحر 293 م، بلغ عدد سكانها 3,424 نسمة في عام 2010 حسب إحصاء مكتب تعداد الولايات المتحدة وتصل الكثافة السكانية فيها 407.6 نسمة لكل كيلومتر مربع (1,055.7/ميل2).

## التركيبة السكانية
حدّد مكتب تعداد الولايات المتحدة بيانات التركيبة السكانية لسينغاس تيراس في تعداد الولايات المتحدة. في ما يلي، التركيبة السكانية حسب تعدادي 2000 و2010.

### تعداد عام 2000
بلغ عدد سكان سينغاس تيراس 2,878 نسمة بحسب تعداد عام 2000، وبلغ عدد الأسر 699 أسرة وعدد العائلات 653 عائلة مقيمة في المنطقة السكنية. في حين سجلت الكثافة السكانية 342.6 نسمة لكل كيلومتر مربع (887.3/ميل2). وبلغ عدد الوحدات السكنية 795 وحدة بمتوسط كثافة قدره 94.6 لكل كيلومتر مربع (245.0/ميل2).
وتوزع التركيب العرقي للمنطقة السكنية بنسبة 58.48% من البيض و0.59% من الأمريكيين الأفارقة و0.52% من الأمريكيين الأصليين و0.28% من الأمريكيين ذوي الأصول الآسيوية و38.81% من الأعراق الأخرى و1.32% من عرقين مختلطين أو أكثر و95.17% من الهسبانيون أو اللاتينيون من أي عرق.
بلغ عدد الأسر 699 أسرة كانت نسبة 72.5% منها لديها أطفال تحت سن الثامنة عشر تعيش معهم، وبلغت نسبة الأزواج القاطنين مع بعضهم البعض 79.4% من أصل المجموع الكلي للأسر، ونسبة 11.2% من الأسر كان لديها معيلات من الإناث دون وجود شريك،  بينما كانت نسبة 2.9% من الأسر لديها معيلون من الذكور دون وجود شريكة وكانت نسبة 6.6% من غير العائلات. تألفت نسبة 6% من أصل جميع الأسر من عدة أفراد يعيشون في نفس المنزل ونسبة 2.4% كانت تتألف من شخص يعيش بمفرده يبلغ من العمر 65 عاماً أو أكثر. وبلغ متوسط حجم الأسرة المعيشية 4.12، أما متوسط حجم العائلات فبلغ 4.28.
بلغ العمر الوسطي للسكان 23.8 عاماً. وكانت نسبة 41.8% من القاطنين تحت سن الثامنة عشر، وكانت نسبة 9.8% بين الثامنة عشر والرابعة والعشرين عاماً، ونسبة 27.5% كانت واقعةً في الفئة العمرية ما بين الخامسة والعشرين والرابعة والأربعين عاماً، ونسبة 15.8% كانت ما بين الخامسة والأربعين والرابعة والستين، ونسبة 5.1% كانت ضمن فئة الخامسة والستين عاماً فما فوق. يوجد لكل 100 أنثى 96.2 ذكر، ويوجد لكل 100 أنثى في الثامنة عشر من عمرها فما فوق 93.1 ذكر.
بلغ متوسط دخل الأسرة في المنطقة السكنية 20,719 دولارًا، أما متوسط دخل العائلة فبلغ 22,328 دولارًا. وكان متوسط دخل الذكور 17,434 دولارًا مقابل 18,409 دولارًا للإناث. وسجل دخل الفرد الخاص بالمنطقة السكنية 6,936 دولارًا. وكانت نسبة 42.8% من العائلات ونسبة 43.8% من السكان تحت خط الفقر، وكان من هؤلاء نسبة 48% تحت سن الثامنة عشر ونسبة 60.1% في الخامسة والستين من العمر وما فوق.

### تعداد عام 2010
بلغ عدد سكان سينغاس تيراس 3,424 نسمة بحسب تعداد عام 2010، وبلغ عدد الأسر 876 أسرة وعدد العائلات 790 عائلة مقيمة في المنطقة السكنية. في حين سجلت الكثافة السكانية 407.6 نسمة لكل كيلومتر مربع (1,055.7/ميل2). وبلغ عدد الوحدات السكنية 1,007 وحدة بمتوسط كثافة قدره 119.9 لكل كيلومتر مربع (310.5/ميل2).
وتوزع التركيب العرقي للمنطقة السكنية بنسبة 83.32% من البيض و0.91% من الأمريكيين الأفارقة و0.44% من الأمريكيين الأصليين و0.15% من الأمريكيين ذوي الأصول الآسيوية و13.26% من الأعراق الأخرى و1.93% من عرقين مختلطين أو أكثر و96.06% من الهسبانيون أو اللاتينيون من أي عرق.
بلغ عدد الأسر 876 أسرة كانت نسبة 63.6% منها لديها أطفال تحت سن الثامنة عشر تعيش معهم، وبلغت نسبة الأزواج القاطنين مع بعضهم البعض 66% من أصل المجموع الكلي للأسر، ونسبة 19.1% من الأسر كان لديها معيلات من الإناث دون وجود شريك،  بينما كانت نسبة 5.1% من الأسر لديها معيلون من الذكور دون وجود شريكة وكانت نسبة 9.8% من غير العائلات. تألفت نسبة 8.3% من أصل جميع الأسر من عدة أفراد يعيشون في نفس المنزل ونسبة 3.3% كانت تتألف من شخص يعيش بمفرده يبلغ من العمر 65 عاماً أو أكثر. وبلغ متوسط حجم الأسرة المعيشية 3.91، أما متوسط حجم العائلات فبلغ 4.14.
بلغ العمر الوسطي للسكان 26.0 عاماً. وكانت نسبة 37.4% من القاطنين تحت سن الثامنة عشر، وكانت نسبة 11.3% بين الثامنة عشر والرابعة والعشرين عاماً، ونسبة 22.8% كانت واقعةً في الفئة العمرية ما بين الخامسة والعشرين والرابعة والأربعين عاماً، ونسبة 20.5% كانت ما بين الخامسة والأربعين والرابعة والستين، ونسبة 8% كانت ضمن فئة الخامسة والستين عاماً فما فوق. وتوزع التركيب الجنسي للسكان بنسبة 48.1% ذكور و51.9% إناث.